# La Conjuration des imbéciles
La Conjuration des imbéciles (titre original : A Confederacy of Dunces) est un roman humoristique de John Kennedy Toole, non publié de son vivant. Le titre est une référence à une citation de Jonathan Swift, mise en épigraphe : « Quand un vrai génie apparaît en ce bas monde, on peut le reconnaître à ce signe que les imbéciles sont tous ligués contre lui. »
C'est précisément la déprime et l'épuisement provoqués par l'impossibilité de faire publier son livre, rejeté par plusieurs  éditeurs américains, qui poussent Toole à se suicider en 1969, à l'âge de 31 ans. Grâce aux efforts inlassables de Thelma, la mère de Toole et de l’écrivain Walker Percy, à qui elle avait fait lire une copie du manuscrit, le livre a été finalement publié en 1980 par les Presses de l'université d'État de Louisiane.
« […] Le plus drôle dans cette histoire, pour peu qu’on goûte l’humour noir, c’est qu’aussitôt publié, le roman a connu un immense succès aux États-Unis et s’est vu couronné en 1981 par le prestigieux prix Pulitzer. Une façon pour les Américains de démentir à retardement le pied de nez posthume que leur adressait l’écrivain… »
Le roman est aujourd'hui salué comme un des plus grands classiques de la littérature humoristique américaine, et comme un des romans importants de ce qu'on appelle la « littérature du Sud », c'est-à-dire portant sur les États du Sud des États-Unis ou écrits par des auteurs originaires de ceux-ci.
La Conjuration des imbéciles a été vendue à plus de 1,5 million d'exemplaires et traduite en dix-huit langues. De nombreuses tentatives d'adaptation au théâtre ou au cinéma ont avorté ou connu un succès limité.

## John Kennedy Toole

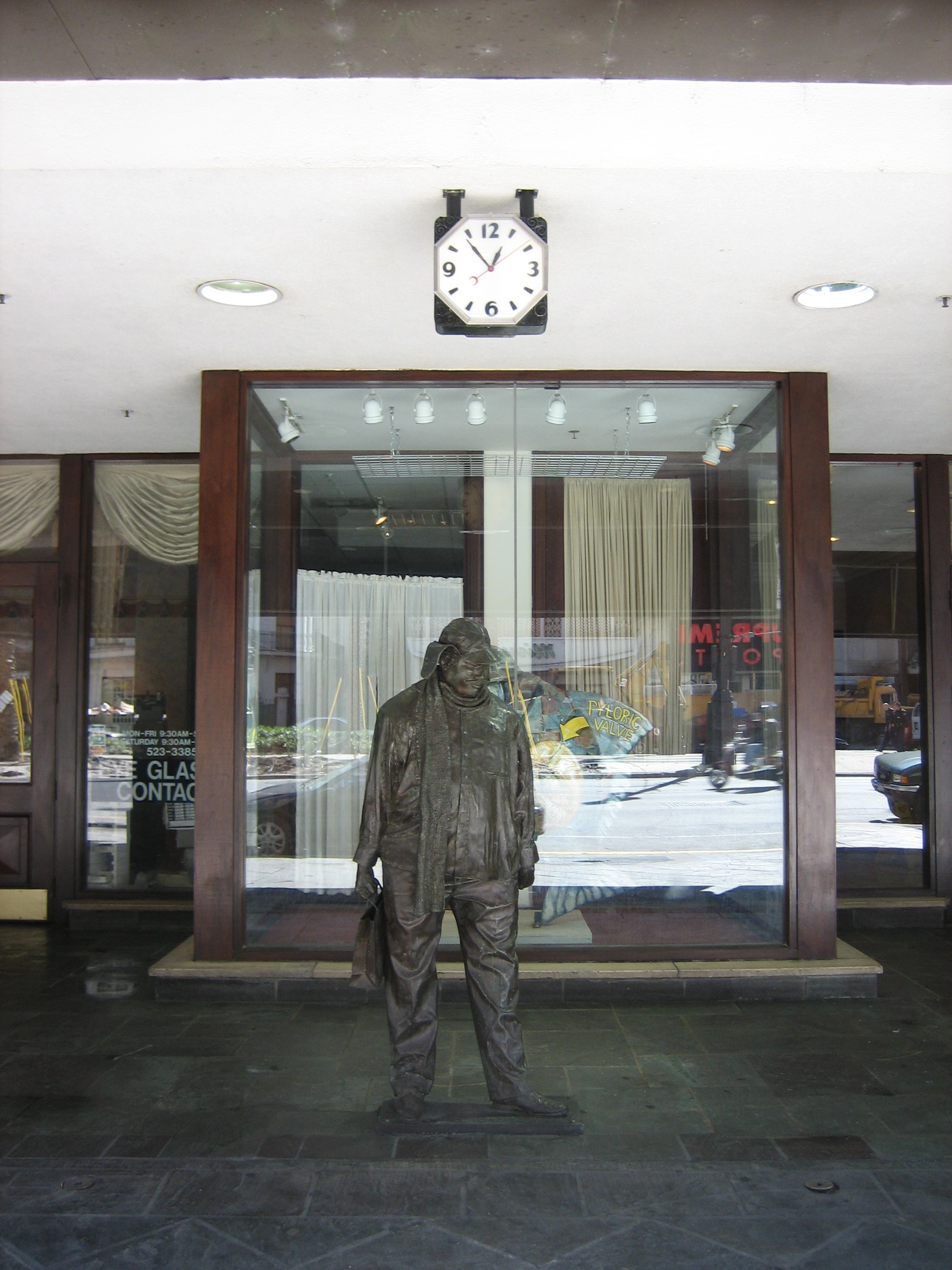
Statue représentant le personnage principal, Ignatius Reiley sous l'horloge où le roman commence, à la Nouvelle-Orléans

Né à La Nouvelle-Orléans le 17 décembre 1937, John Kennedy Toole exerce quelque temps le métier d'enseignant dans divers établissements universitaires des États de New York et de la Louisiane. Appelé sous les drapeaux en 1961, il séjourne deux années à Porto Rico pendant lesquelles il enseigne l'anglais aux recrues de langue hispanique et écrit son deuxième et principal roman, La Conjuration des imbéciles.
À la fin de son service militaire, il retourne à La Nouvelle-Orléans pour vivre chez ses parents et enseigner au Collège Dominicain. Il tente également, mais en vain, de faire publier son ouvrage qu'il considérait comme un chef-d'œuvre. Sa santé et son moral se détériorent alors rapidement et, après avoir perdu tout espoir, il se suicide le 26 mars 1969, à l'âge de trente et un ans, en reliant l'habitacle au pot d'échappement de son automobile.
Après sa mort, sa mère poursuit ses efforts et réussit à faire lire son roman à l'écrivain Walker Percy qui fut séduit par cette œuvre originale en 1976. Il insiste à son tour auprès d'un éditeur, et le livre est finalement publié en 1980. Très bien reçu par la critique et par le public, il se vend à plus de 1,5 million d'exemplaires et est traduit en dix-huit langues. John Kennedy Toole reçoit le prix Pulitzer de la fiction à titre posthume en 1981. 
À la suite du succès de La Conjuration des imbéciles, son autre roman, La Bible de néon, qu'il avait écrit à l'âge de seize ans et qui à l'époque avait été considéré comme trop immature, est également publié en 1989 (Éditions 10/18).

## Résumé
L’histoire se situe à La Nouvelle-Orléans, en Louisiane, au début de l'année 1963. Le personnage principal est Ignatius J. Reilly, un étudiant en littérature médiévale, remarquablement érudit et d'une intelligence qui confine au génie paranoïaque, mais vivant en vrai pacha chez sa mère arthritique et alcoolique. Ignatius, qui s'exprime pour son créateur, abhorre son époque. Il semble obstinément mais passionnément en décalage constant avec ses contemporains qu'il méprise férocement. Et tous les archétypes de l'Amérique contemporaine y passent : les marlous, les beatniks, les rockers, le flic, les vieux chrétiens fondamentalistes, la voisine acariâtre, l'activiste anarcho-névrosée, les vendeurs de hot-dogs, etc.
Hypocondriaque et sans cesse tourmenté par son anneau pylorique qui se ferme à la moindre contrariété, Ignatius J. Reilly est un personnage littéralement odieux et égocentré dont les convictions misonéistes et réactionnaires s'expriment de différentes manières. Marchant, ou plutôt tanguant dans les pas des auteurs anciens (Platon, Diogène, Boèce) et des grands théologiens du XIIIe siècle (la philosophie scolastique), Ignatius rêve d'un monde libéré des « dégénérés et semi-mongoliens » qui le peuplent. En auteur martyr de la décadence d'une humanité « privée de géométrie et de théologie », Ignatius se consacre, en autobiographe, à couvrir des cahiers « Big Chief (en) » de sa vision du monde. Alors que sa mère est contrainte de rembourser les dégâts qu'elle a causés au volant de sa voiture, alors qu'elle était distraite par ses reproches sempiternels, Ignatius se trouve forcé de chercher un emploi pour la première fois de sa vie. Il devient alors employé dans une fabrique de pantalons, puis vendeur ambulant de hotdogs. Il tâchera lors de cette inévitable confrontation avec la réalité de rendre la société conforme à sa Weltanschauung, sa « conception du monde », mais ses efforts dans cette mission entraîneront une suite de mésaventures plus loufoques les unes que les autres.
La Conjuration des imbéciles est une des plus vivantes descriptions du folklore de la ville de La Nouvelle-Orléans et de ses habitants.
La structure du roman est calquée sur celle du livre favori d'Ignatius Reilly, Consolation de Philosophie (Consolatio Philosophiae) du philosophe chrétien du VIe siècle Boèce.

## Personnages principaux

### Ignatius J. Reilly
Ignatius J. Reilly est une sorte de Don Quichotte moderne – excentrique, idéaliste et créatif, quelquefois jusqu'au délire. Dans l'avant-propos du livre, Walker Percy décrit Ignatius comme « un extraordinaire cochon, un Oliver Hardy fou, un Don Quichotte gras, un Thomas d'Aquin pervers, tout ça en un » (« slob extraordinary, a mad Oliver Hardy, a fat Don Quixote, a perverse Thomas Aquinas rolled into one »). Il dédaigne la modernité et particulièrement la culture pop. Le dédain deviendra son obsession.
L'écrivain et universitaire turc Elif Shafak parle d'Ignatius en ces termes : « Si Don Quichotte avait été jeté en pleine Nouvelle-Orléans contemporaine, voilà ce qu'il serait devenu : un hypocondriaque, mélancolique, une catastrophe ambulante, un philosophe improbable dans un monde où peu goûtent l'abstraction. Avec ses manières gauches, ses pantalons de tweed et son inexcusable manque de tact. Pesant et éléphantesque, il ne trouve pas sa place dans le contexte social. »

### Myrna Minkoff, l'étudiante contestataire
Affublée du surnom de Minx par Ignatius, Myrna Minkoff est une jeune militante baba cool d'origine juive. Ignatius et elle se sont rencontrés lors de leurs études à l'université de La Nouvelle-Orléans. Leur proximité est étonnante au regard de leurs fortes divergences à la fois politiques, sociales, philosophiques et religieuses, ils maintiennent cependant une correspondance assez régulière. 
Elle apparait essentiellement à travers les lettres que les deux personnages s’échangent depuis le retour de Myrna à New York – des lettres fortement marquées par les analyses sexuelles de Myrna, et le mépris d’Ignatius pour ses prétendues actions de profanation. Officiellement, les deux personnages condamnent tout ce que l’autre représente. Mais même si aucun des deux ne l’admettra, leur correspondance régulière démontre que, bien que séparés par un continent, la plupart de leurs actions sont vouées à impressionner l’autre.

### Irene Reilly
Irène Reilly est la mère d’Ignatius. Elle est veuve depuis 21 ans et a  un problème d’alcool, se laissant fréquemment tenter par un petit moscatel - problème qu’Ignatius se plaît à exagérer en la qualifiant de soularde abusive. Au départ, elle le laisse vivre sa vie en le conduisant où il veut  mais à mesure que le roman avance, elle apprend à se défendre. 
Elle tombe amoureuse de Claude Robichaux, un homme plutôt riche, touchant une retraite des chemins de fer et des loyers. À la fin du roman, elle décide de l’épouser. Mais avant cela, écoutant  Santa Battaglia (qui est récemment devenue la meilleure amie de Mme Reilly et nourrit un profond dégoût pour Ignatius), elle reconnaît qu’Ignatius est fou et s’arrange pour l’envoyer dans un hôpital psychiatrique. 
La relation entre la mère et le fils est très tendue. Cette tension est palpable à travers leur difficulté à communiquer, ils ne se comprennent pas et ne savent pas se parler. Irène s’adresse à son fils comme s’il avait quatre ans, et Ignatius ne cache pas son dégoût lorsqu’il doit lui parler.

### Autres personnages
- Santa Battaglia, une amie d’Irène Reilly qui nourrit un vrai dégoût pour Ignatius
- Claude Robichaux, vieil homme constamment à l’affût de communistes susceptibles de pénétrer sur le sol américain ; futur mari d’Irene
- Angelo Mancuso, policier incompétent ; neveu de Santa Battaglia
- Lana Lee, mannequin pour photos pornographiques ; dirige Les Folles Nuits, un club de strip-tease miteux
- George, organise un trafic de photos pornographiques de Lana dans des lycées de la ville
- Darlene, strip-teaseuse incompétente aux Nuits Folles possédant un cacatoès
- Burma Jones,  un afro-américain qui s'accroche à son job le portier mal payé aux Nuits Folles, pour ne pas se faire arrêter pour vagabondage
- Mr. Clyde, le propriétaire frustré de Paradise Vendors SA, un stand de hot-dogs
- Gus Levy, le propriétaire de Pantalons Levy, une entreprise familiale dans laquelle travaille Ignatius
- Mrs. Levy, la femme de Gus, qui fait des analyses psychologiques de son mari et de Miss Trixie, bien qu’elle n’ait pas les qualifications
- Miss Trixie, l'aide-comptable octogénaire de Pantalons Levy, qui souffre de démence sénile et de troubles obsessionnels compulsifs
- Mr. Gonzalez, le chef de bureau de Pantalons Levy
- Dorian Greene, un homosexuel du Quartier français, qui organise de grandes fêtes
- Frieda Club, Betty Bumpe et Liz Steele, un trio de lesbiennes acérées qui passe son temps à provoquer Ignatius
- Dr Talc, un professeur médiocre de l’université Tulane qui a eu la malchance d’enseigner à Myrna et Ignatius
- Miss Annie, la voisine toujours mécontente des Reilly, victime de migraines chroniques

## La Conjuration des imbécileset La Nouvelle-Orléans

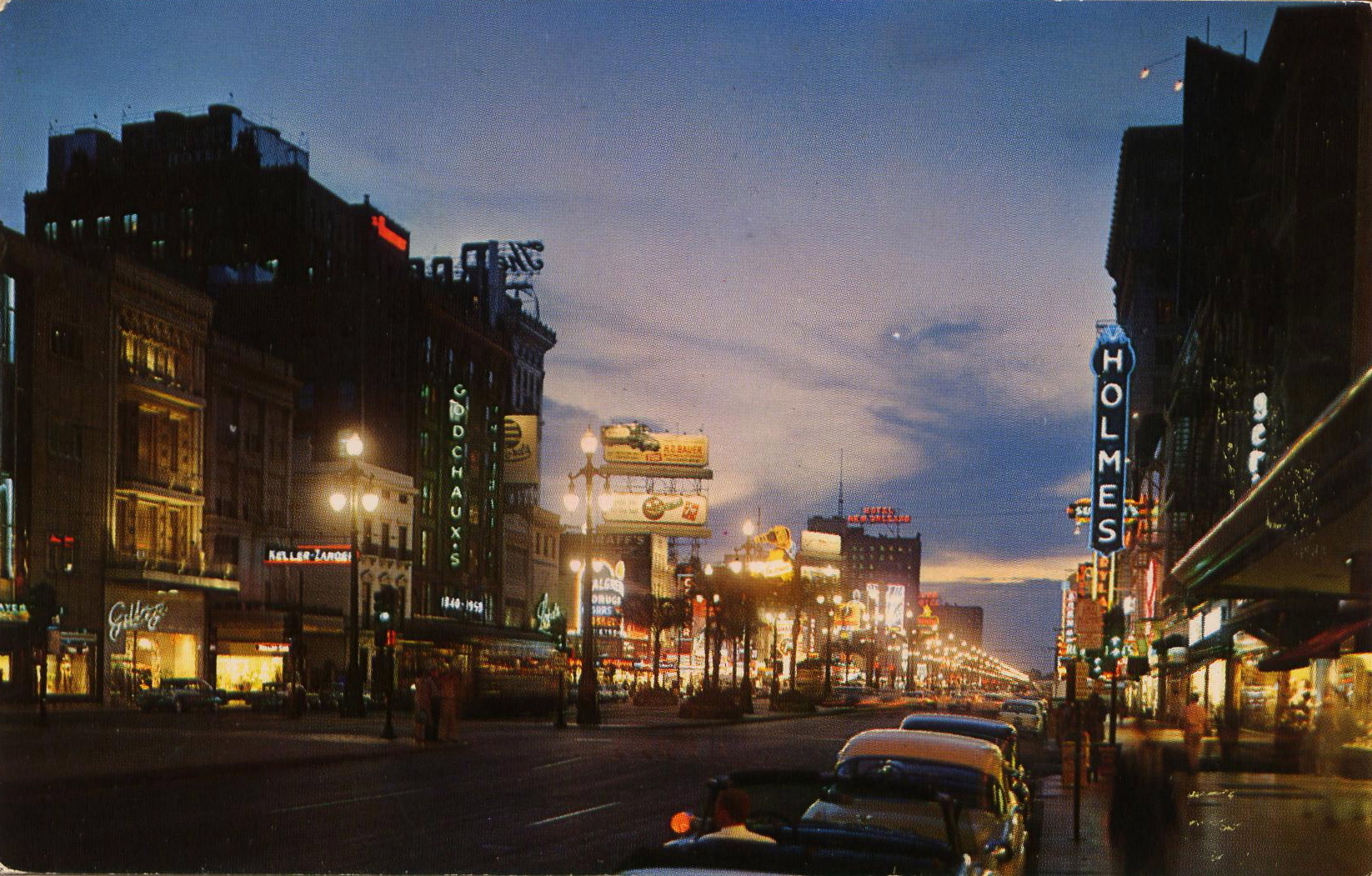
Canal Street, La Nouvelle-Orléans à la fin des années 1950 ; et le magasin D.H. Holmes à droite.

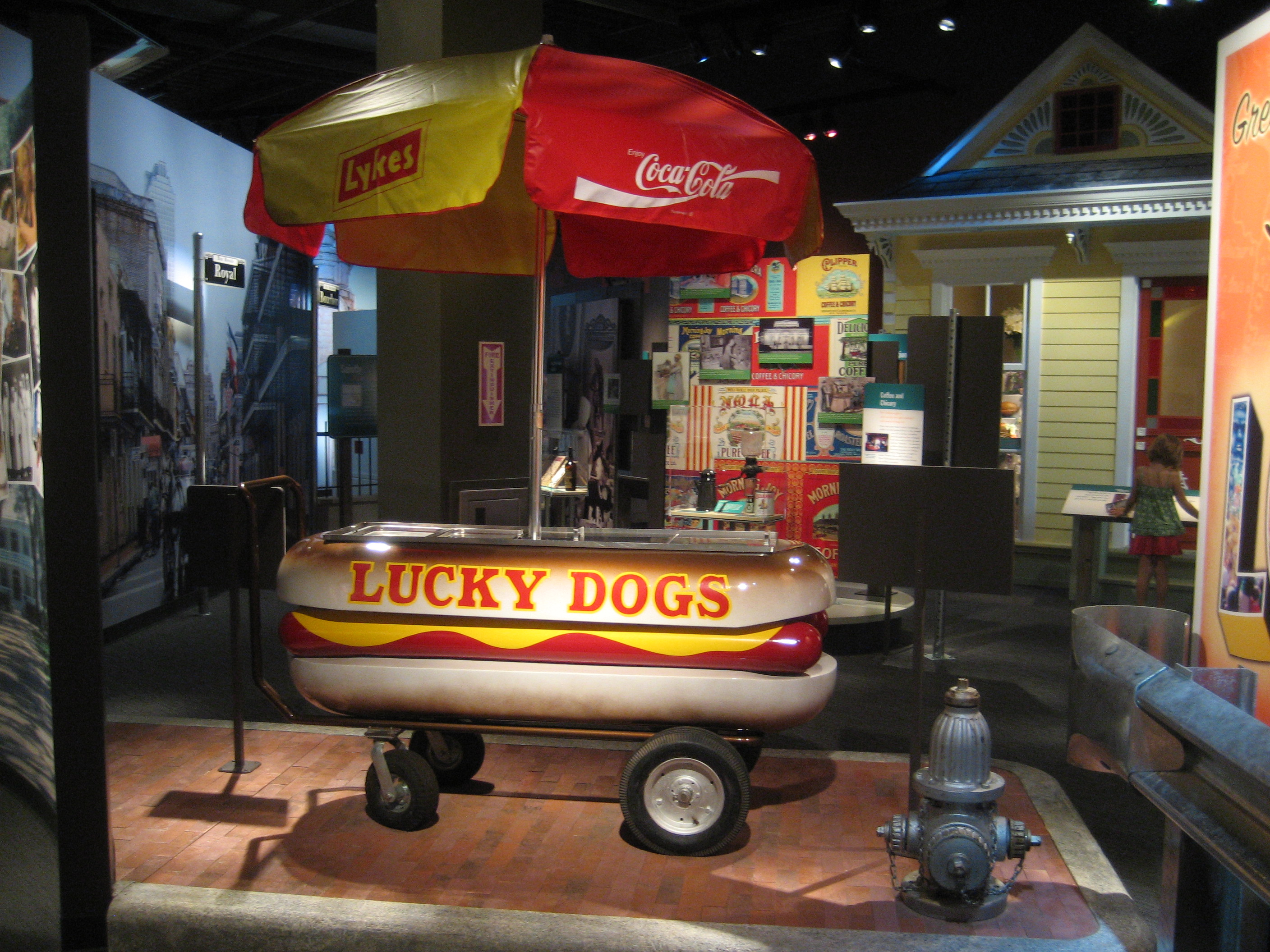
Un chariot "Lucky Dogs" datant de l'époque du roman.

Le roman est célèbre pour ses riches descriptions de La Nouvelle-Orléans et de ses dialectes, comme le yat (en),. De nombreux habitants de la ville et d'écrivains estiment que ce sont les descriptions les plus précises que l'on puisse trouver de la ville dans un travail de fiction.  
La ville décrite dans le roman diffère à certains égards de La Nouvelle-Orléans telle qu'elle est réellement. Dans le premier chapitre, il est mentionné que le soleil se couche sur le Mississippi, au pied de Canal Street, mais c'est impossible car cette direction montre le sud-est. Il est possible que John Kennedy Toole ait voulu plaisanter sur le fait que le quartier au-delà du fleuve se nomme "West bank", bien qu'il soit en fait au sud ou à l'ouest du centre de la Nouvelle-Orléans, à cause des méandres. Seuls les familiers de la ville peuvent remarquer de tels détails.
Une statue en bronze d'Ignatius Reilly se trouve en dessous de la pendule du no 819 Canal Street, l'ancien site du magasin D.H. Holmes (en) maintenant remplacé par l'hôtel French Quarter. La sculpture rejoue la première scène du roman : Ignatius attendant sa mère sous la pendule du grand magasin D.H. Holmes, s'agrippant à son sac de course de chez Werlein et portant une casquette de chasse verte, une chemise de flanelle, un volumineux pantalon de tweed et une écharpe, « scrutant la foule à la recherche des signes de son mauvais goût vestimentaire ». La statue se base sur l'acteur John McConnell, qui avait incarné Ignatius dans une adaptation théâtrale du roman. 
De nombreuses entreprises locales sont citées en plus du magasin D.H. Holmes, notamment le magasin de musique Werlein et des cinémas tels le Prytania. Les lecteurs venant d'ailleurs peuvent penser que le soda préféré d'Ignatius, le Dr. Nut, est fictionnel, mais il s'agit en fait d'une boisson produite à la Nouvelle-Orléans. Les roulottes à hot-dogs Paradise Hot Dogs sont facilement identifiables comme une satire des roulottes Lucky Dogs.

## Structure
La structure du roman n’est pas sans rappeler la structure du roman favori d’Ignatius, la Consolation de Philosophie de Boèce. Comme le livre de Boèce, La Conjuration des Imbéciles est divisé en chapitres, eux-mêmes divisés en divers sous-chapitres. Les éléments importants de certains chapitres sont détachés du récit principal. Dans la Consolation, la prose narrative alterne avec la structure métrique. Dans La Conjuration, les changements narratifs sont plus fréquents et variés dans la forme, incluant par exemple des vers, des passages du journal d’Ignatius, ou la correspondance de celui-ci et de Myrna. Par ailleurs, à l’intérieur même du récit, un exemplaire de la Consolation de Philosophie devient partie intégrante de l’intrigue de plusieurs manières.

## Publication et accueil critique
Comme nous l'apprend l'introduction de l'édition révisée, le roman n'aurait jamais été publié si Thelma, la mère de Toole, n'avait pas retrouvé une copie carbone du manuscrit dans la maison, à la suite du suicide de Toole en 1969 alors qu'il n'avait que 31 ans. Thelma Toole a été tenace, contactant différents éditeurs, en vain. 

Thelma appela à maintes reprises Walker Percy, un écrivain et enseignant à l'université Loyola de La Nouvelle-Orléans, pour lui demander de lire le manuscrit. Il commença par refuser mais, comme il le raconte dans la préface : 

« la dame était très insistante, et d'une manière quelconque, elle arriva un jour dans mon bureau en me tendant le gros manuscrit. Je ne pouvais pas y échapper ; il n'y avait plus qu'un espoir, c'est que je pourrais lire quelques pages et les trouver suffisamment mauvaises pour arrêter, en toute conscience. En général, je fais ça. Le premier paragraphe suffit souvent. Ma hantise était que ce premier paragraphe ne soit pas suffisamment mauvais, ou soit même assez bon pour que je sois obligé de continuer à lire. »

« En l'occurrence,  j'ai continué à lire. D'abord avec le désagréable sentiment que ce n'était pas assez mauvais pour arrêter, ensuite avec une pointe d'intérêt, puis avec un enthousiasme grandissant, et finalement, de l'incrédulité. Je ne pouvais pas concevoir que ce soit si bon. »

Le roman fut publié par Louisiana State University Press en 1980. Il reçut le Prix Pulitzer de la fiction en 1981. En 2005, Blackstone Audio (en) publia un audiolivre du roman, lu par Barrett Whitener. 
Alors que l'université Tulane de La Nouvelle-Orléans conserve une collection des écrits de Toole, et que quelques ébauches ont été retrouvées, la localisation du manuscrit original reste inconnue.

## Adaptations
De nombreuses tentatives pour adapter le roman au cinéma ont eu lieu. En 1982, Harold Ramis doit écrire et diriger l’adaptation, avec John Belushi et Richard Pryor, mais la mort de Belushi fait tomber le projet à l’eau. Plus tard, c’est John Candy et Chris Farley qui furent choisis pour les rôles principaux mais, tout comme Belushi, les deux hommes décédèrent très tôt - beaucoup pensèrent alors que le rôle était maudit. 
Le réalisateur John Waters s’était également intéressé à l’idée de produire une adaptation avec Divine, décédé très tôt, dans le rôle d'Ignatius. 
À un moment, l’acteur et écrivain britannique Stephen Fry a été chargé d’adapter l’œuvre de Toole à l’écran. En 1997, Paramount Studios l’envoya à La Nouvelle-Orléans pour se documenter en vue de l’adaptation. 
John Goodman, un résident de longue date de La Nouvelle-Orléans, était également censé incarner Ignatius à un moment donné.
Une adaptation de Steven Soderbergh et Scott Kramer (d), censée être dirigée par David Gordon Green, était prévue pour 2005. Le film mettait en scène Will Ferrell en tant qu’Ignatius (Philip Seymour Hoffman ayant d'abord été pressenti) , et Lily Tomlin incarnant la mère d’Ignatius. Une lecture théâtrale fut organisée lors du 8e festival du film de Nantucket, avec Ferrel en tant qu’Ignatius, Anne Meara jouant sa mère, Paul Rudd en tant qu’Officier Mancuso, Kristen Johnston en tant que Lana Lee, Mos Def jouant Burma Jones, Rosie Perez en tant que Darlene, Olympia Dukakis en tant que Santa Battaglia et Miss Trixie, Natasha Lyonne en tant que Myrna, Alan Cumming en tant que Dorian Greene, John Shea en tant que Gonzales, Jesse Eisenberg jouant George, John Conlon jouant Claude Robichaux, Celia Weston en tant Miss Annie, Miss Inez et Mme Levy, et Dan Hedaya jouant M. Levy.  
Plusieurs raisons expliquent que la version de Steven Soderbergh n’ait pas encore été tournée, parmi lesquelles la désorganisation, le manque d’intérêt de Paramount Pictures, l’assassinat du directeur de la Louisiana State Film Commission, et les effets dévastateurs de l’ouragan Katrina sur La Nouvelle-Orléans. Quand on demanda à Will Ferrell la raison pour laquelle le film n’avait jamais été réalisé, il répondit que c’était un « mystère ». 
En 2012, une nouvelle version fut négociée, dirigée par James Bobin et potentiellement Zach Galifianakis en vedette. 
Dans une interview en 2013, Steven Soderbergh déclara « Je pense que ce film est maudit. Je ne suis pas du genre à croire en la superstition, mais ce projet a vraiment un mauvais karma ». 
En novembre 2015, la Huntington Theatre Company (en) débute la première mondiale de La Conjuration des Imbéciles au théâtre, écrite par Jeffrey Hatcher (en), jouée dans leur Avenue des Arts/BU Theatre à Boston, et mettant en scène Nick Offerman en tant qu’Ignatius.